# Pachydema veneriata
Pachydema veneriata är en skalbaggsart som beskrevs av Joseph Henri Adelson Normand 1936.
Pachydema veneriata ingår i släktet Pachydema och familjen Melolonthidae. Inga underarter finns listade i Catalogue of Life.